# Заложница (телесериал)
«Зало́жница» (англ. Taken) — шпионский телесериал, созданный Люком Бессоном. Является приквелом одноимённой кинотрилогии, рассказывая о приключениях молодого Брайана Миллса и его друзей во время службы в ЦРУ. Действие перенесено в настоящее время. Вместо Лиама Нисона роль Миллса исполняет актёр Клайв Стэнден. Премьера состоялась 27 февраля 2017 года на NBC.
9 мая 2017 года сериал был продлён на второй сезон из 16-ти эпизодов, премьера которого состоялась 12 января 2018 года. 18 апреля 2018 года NBC убрал сериал из эфира до 26 мая 2018 года.
11 мая 2018 года сериал был закрыт после двух сезонов.

## Сюжет
Бывший Зелёный берет Брайан Миллс должен преодолеть личную трагедию, чтобы отомстить и начать карьеру в сверхсекретном разведывательном агентстве.

## В ролях

### Основной состав
- Клайв Стэнден — Брайан Миллс
- Дженнифер Билз — Кристина Харт[10]

Первый сезон
- Гай Чарльз — Джон[11][12]
- Бруклин Судано — Аша[12][13]
- Моник Габриела Карнен — Власик[11][12]
- Майкл Ирби — Скотт[12][14]
- Хосе Пабло Кантильо — Дэйв[12][15]
- Джеймс Ландри Хеберт — Рем[11][12]

Второй сезон
- Адам Голдберг — Килрой[16]
- Джессика Камачо — Сантана[17]

### Второстепенный состав
- Дженнифер Марсала — Райли[18]
- Симу Лью — Фэрон[19]
- Али Казми — Марзоки[20]

## Список эпизодов

### Сезон 1 (2017)
| № общий | № в сезоне | Название                               | Режиссёр        | Автор сценария                   | Дата премьеры   | Зрители в США (млн) |
| ------- | ---------- | -------------------------------------- | --------------- | -------------------------------- | --------------- | ------------------- |
| 1       | 1          | «Пилот» «Pilot»                        | Алекс Грейвз    | Александр Кэри                   | 27 февраля 2017 | 7,45                |
| 2       | 2          | «Готовность» «Ready»                   | Майкл Оффер     | Джо Лойя и Александр Кэри        | 6 марта 2017    | 6,09                |
| 3       | 3          | «Вне игры» «Off Side»                  | Тим Мэтисон     | Энтони Суоффорд и Венди Уэст     | 13 марта 2017   | 5,73                |
| 4       | 4          | «Мэтти Г.» «Mattie G»                  | Ромео Тироне    | Марджори Дэвид                   | 20 марта 2017   | 4,72                |
| 5       | 5          | «Швейцарские часы» «A Clockwork Swiss» | Кларк Джонсон   | Джордан Хоули                    | 27 марта 2017   | 5,04                |
| 6       | 6          | «Аве Мария» «Hail Mary»                | Лекси Александр | Майк Дэниелс                     | 3 апреля 2017   | 4,67                |
| 7       | 7          | «Соло» «Solo»                          | Элоди Кин       | Александр Кэри и Энтони Суоффорд | 10 апреля 2017  | 4,24                |
| 8       | 8          | «Лиа» «Leah»                           | Билл Джонсон    | Венди Уэст                       | 17 апреля 2017  | 4,55                |
| 9       | 9          | «Потеря» «Gone»                        | Ромео Тироне    | Джордан Хоули и Джо Лойя         | 24 апреля 2017  | 4,43                |
| 10      | 10         | «Я сдаюсь» «I Surrender»               | Холли Дэйл      | Марджори Дэвид и Майк Дэниелс    | 1 мая 2017      | 4,40                |

### Сезон 2 (2018)
| № общий | № в сезоне | Название    | Режиссёр   | Автор сценария | Дата премьеры  | Произв. код | Зрители в США (млн) |
| ------- | ---------- | ----------- | ---------- | -------------- | -------------- | ----------- | ------------------- |
| 11      | 1          | «S.E.R.E.»  | Неизвестно | Неизвестно     | 12 января 2018 | 201         | 2.79                |
| 12      | 2          | «Quarry»    | Неизвестно | Неизвестно     | 19 января 2018 | 202         | 2.98                |
| 13      | 3          | «Hammurabi» | Неизвестно | Неизвестно     | 26 января 2018 | 203         | 3.14                |
| 14      | 4          | «OPSEC»     | Неизвестно | Неизвестно     | 2 февраля 2018 | 204         | 2.53                |
| 15      | 5          | «Absalom»   | Неизвестно | Неизвестно     | 2 марта 2018   | 205         | 2.45                |

## Производство
NBC сделал прямой заказ (без съёмки пилотного эпизода) сериала в сентябре 2015 года. Шоураннер Александр Кэри покинул сериал после первого сезона; над вторым сезоном будет работать другой продюсер.

## Отзывы критиков
На сайте-агрегаторе Rotten Tomatoes сериал держит 35% «свежести», что основано на 26 рецензиях со средним рейтингом 5.01 из 10. На Metacritic сериал получил 46 баллов из ста, что основано на 22 «смешанных и средних» отзывах критиков.